# Debono (patronyme)
Cette page présente le nom de famille Debono ainsi que ses variantes.
Debono est un nom de famille maltais, attesté depuis le XVe siècle.

## Occurrence
La répartition du nom suit les routes des différentes émigrations maltaises : dans les colonies françaises d'Afrique du Nord au XIXe siècle (puis en France après l’indépendance des pays du Maghreb) et dans les pays anglo-saxons (États-Unis et pays du Commonwealth, en particulier en Australie) au XXe siècle.

### A Malte
888 abonnés portent le nom de Debono dans l’annuaire de Malte 1987, ce qui correspond à 0,23 % de la population de l'époque. Si la proportion est conservée, ce sont donc environ 1150 Maltais qui portent aujourd'hui ce patronyme. Il s'agit du 23e nom le plus fréquent, il est à peu près aussi fréquent à Malte qu'à Gozo.
La région du nord-est de Malte (Mellieha, San Pawl il-Baħar) et la capitale La Valette sont les lieux qui voient la plus forte proportion de Debono.

### En France
Entre 1891 et 2000, il y a eu 760 naissances de personnes portant le nom de famille Debono en France. Ils sont principalement répartis dans les départements du Sud de la France, correspondant aux régions préférentielles des rapatriements d'Afrique du Nord après l'indépendance des pays du Maghreb. Les naissances en France métropolitaine apparaissent à partir des années 1950 ce qui correspond là aussi à la vague des rapatriements.

### Aux États-Unis
Aux États-Unis, 557 Debono ont été comptabilisés lors du recensement de 2000, ce qui met le patronyme au 37591e rang des noms les plus fréquents.

## Variantes
Les noms Bono et De Bono sont attestés en Italie depuis le Moyen Âge, en particulier dans le nord du pays et la région de Milan. Les variantes en sont très nombreuses et toujours présentes actuellement en Italie : Boni, De Boni, Di Bono, Del Bono, etc.
Dès les premiers recensements à Malte en 1421, le nom apparaît presque uniquement sous sa forme uninominale (13 Debono pour un seul De Bono). C'est ensuite la forme Debono qui sera exclusivement employée dans l'archipel. Aucun De Bono n’est recensé dans l’annuaire maltais, qui connaît pourtant la particule pour d’autres patronymes. En revanche, on peut noter que certains Maltais d'origine ont ensuite fait le choix de séparer leur nom (par exemple, Edward de Bono).
Signalons aussi l’orthographe très rare Debonno, probablement une erreur de transcription administrative.

## Histoire
La consonance italienne du patronyme et sa proximité avec les De Bono italiens ont fait proposer une origine italienne, possiblement par les colons chrétiens qui sont venus (ou ont été déportés) d'Italie à Malte, en particulier à partir du règne de l'empereur Frédéric II au XIIIe siècle. Entre 1245 et 1249, en effet, Frédéric II accroît ses pressions sur les musulmans. Ils doivent soit quitter le territoire sicilien, soit se convertir. C'est de cette époque que date une importante émigration de colons chrétiens (principalement italiens) qui remplaceront les musulmans en Sicile et dans les îles maltaises. Ces nouveaux arrivants (en comptant également les exilés de la révolte de Celano de 1223, les soldats de la garnison depuis 1240 et l'arrivée de familles nobles siciliennes entre 1372 et 1450) vont restructurer la société maltaise vers une identité  profondément chrétienne et principalement d'origine italienne. Les récentes recherches génétiques sur les haplogroupes du chromosome Y montrent que les Maltais descendent principalement de populations de Sicile et d'Italie du Sud (ainsi qu'un apport grec plus faible).
Mais il a aussi été proposé que Debono puisse être lié à Tabone, une autre patronyme maltais, qui est d'origine arabe signifiant un four de paysan.
Quoi qu'il en soit, le nom apparaît à Malte dès les premiers recensements au début du XVe siècle. En 1421, sur 1551 Maltais présents lors d’un conseil de l’île, on retrouve cités 13 Debono (ou plus exactement 12 Debonu et 1 De Bonu), ce qui situe le patronyme en 32e position de fréquence. La répartition géographique de ces Debono est donnée comme suit : Tartarni/Dinkili (Dingli) 1, Bise/Dimag 1, Calleja/Musta (Mosta) 1, Atardu (Attard) 5, Curmi (Qormi) 3, Johanni/Buzubudi (Zejtun) 1, Luca/Farrug (Luqa) 1.
La seconde liste de 1480 (Gozo est exclu) propose des chiffres très proches avec 12 Debonu et 1 De Bonu, ce qui place le patronyme en 33e position. Ils se répartissent dans les villages suivants : Musta (Mosta) 2, Actard (Attard) 2, Bercaracara (Birkirkara) 6, Sigeui (Siggiewi) 1. Il est à noter que la grande concentration des Debono à Birkirkara en 1480 n'est pas du tout retrouvée 60 ans plus tôt.
Le nom de Debono est déjà présent à Gozo sur le premier registre paroissial conservé avec le baptême de Simone le 29 octobre 1572, fils de Giovanni et Laurea.
Lors du recensement de la population en 1687, le patronyme Debono se classe en 20e position de la fréquence des noms, soit très proche de sa position actuelle.

## Héraldique  et devise
Comme les autres familles maltaises, la famille Debono possède son propre blason. Les blasons peuvent être facilement visibles sur les ornementations des pierres tombales, en particulier dans certaines églises de Malte.

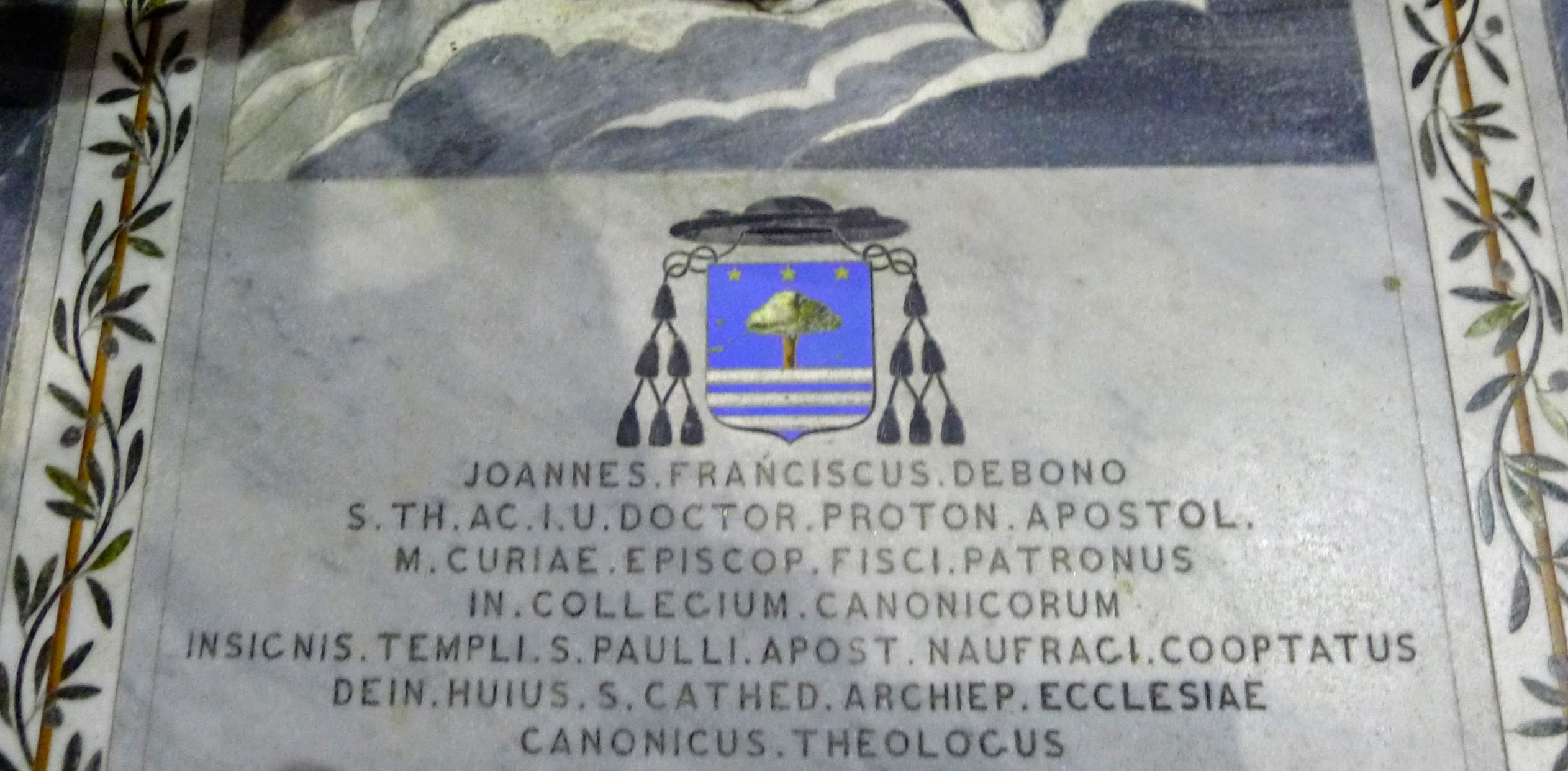
Plaque tombale en pierre du prêtre Johannes Franciscus Debono dans la cathédrale Saint-Pierre-et-Saint-Paul de Mdina
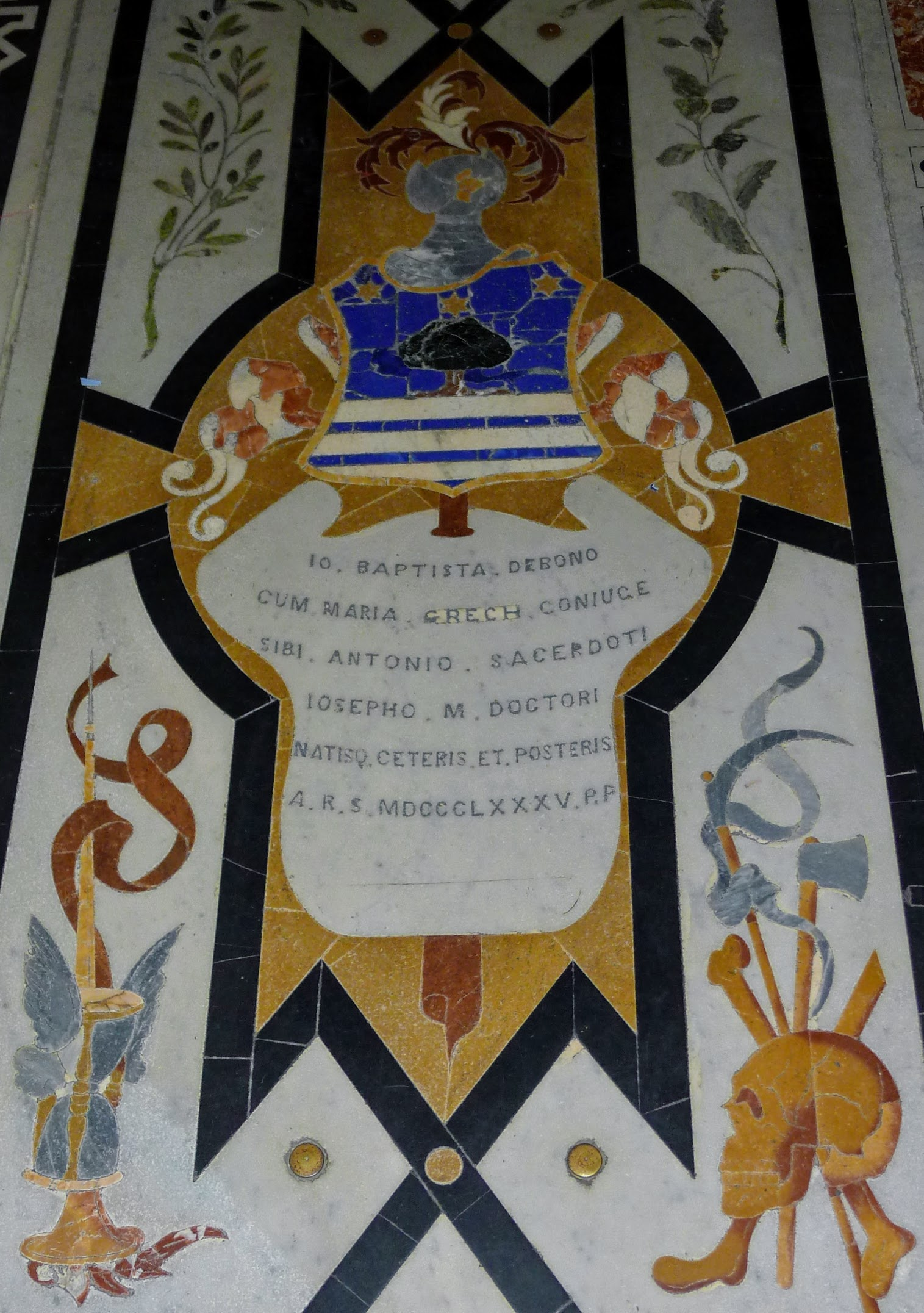
Plaque tombale de Ioannes Battista Debono dans la cathédrale Notre-Dame-de-l'Assomption de Gozo
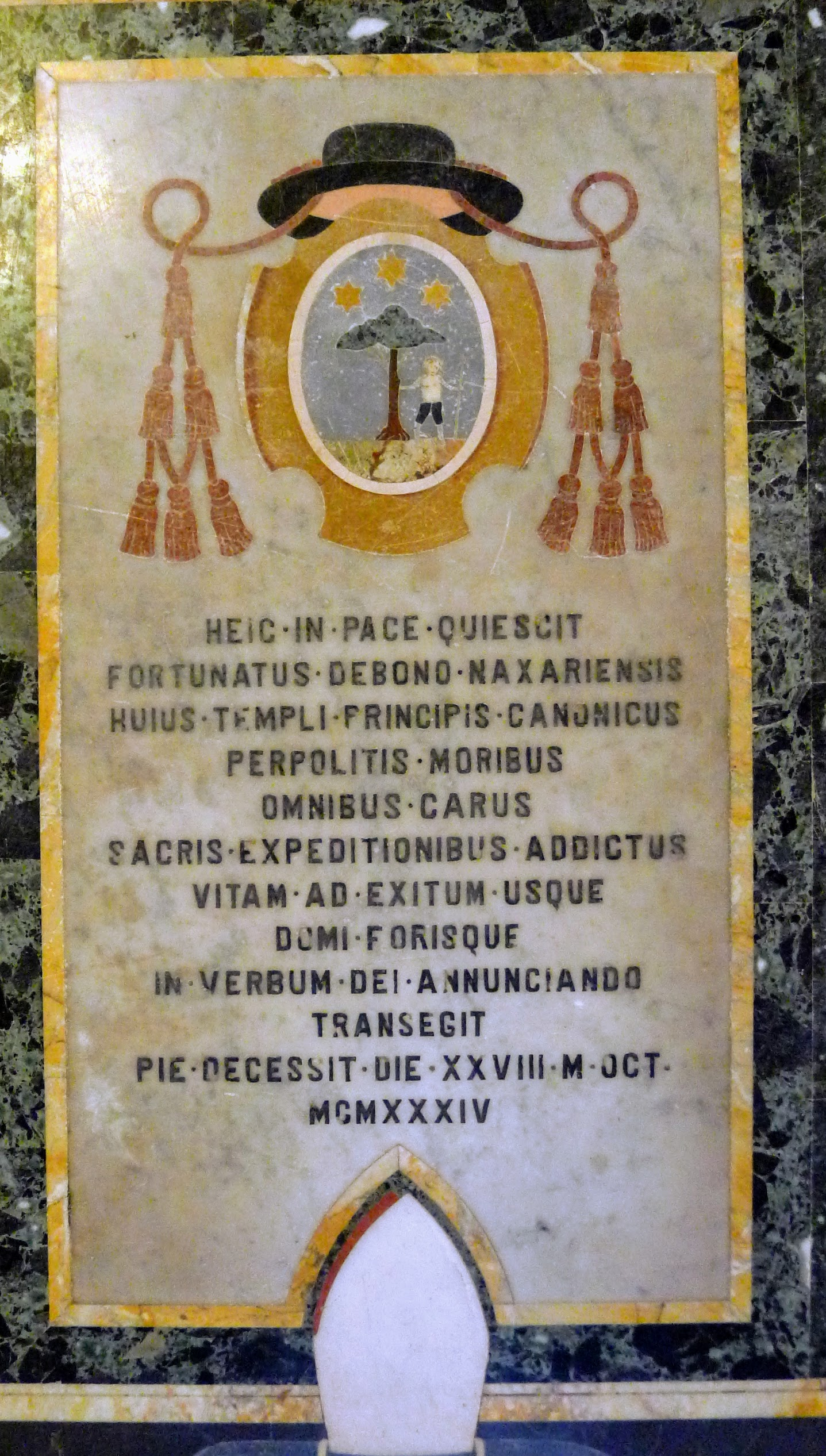
Plaque tombale du religieux Fortunatus Debono dans la cathédrale Saint-Pierre-et-Saint-Paul de Mdina

« Vince in bono malum » (traduit du latin par « Sois vainqueur du mal par le bien ») est la devise traditionnellement utilisée par la famille Debono. Elle reprend un passage de l'Épître aux Romains de saint Paul (12-21) en jouant avec l'homonymie en latin.

## Personnalités portant le nom de Debono
- Alfred Debono (it), dit aussi Freddie Debono (de), né en 1944, joueur de football maltais
- Alfred Debono (calciatore 1945) (it), né en 1945, joueur de football maltais
- Andrea Debono (1821-1871), le seul explorateur maltais. Marchand d’ivoire, il vécut presque 20 ans en Afrique subsaharienne alors très secrète. Il sera tout près de découvrir les sources du Nil. Jules Verne lui rend hommage dans son livre Cinq semaines en ballon
- Charlton Debono (en), est un coureur marathonien maltais
- Claire Debono, née à Malte en 1979, chanteuse soprano
- Dan DeBono (en), est un écrivain américain
- Darren Debono (en), né en 1974, joueur de football maltais
- Dorcas Debono (d) , née en 1993, est une joueuse football maltaise
- Edward de Bono (1933-2021) : théoricien de la Pensée latérale. Né à Malte en 1933 sous le nom de Debono, mais ayant choisi de diviser son nom.
- Emmanuel Debono (d) , né en 1970, est un historien français
- Fernand Debono (d)  (1914-1997) préhistorien français, spécialiste de l’Égypte
- Franco Debono (en), né en 1974, homme politique maltais
- Georges Debono, maire de Sermaise (Essonne) de 1971 à 2001. Une école maternelle et primaire dans cette commune porte son nom[15]
- Giovanna Debono, née à Victoria en 1956, est une femme politique maltaise, ministre de Gozo entre 1998 et 2013
- Jean Pierre Debono (d) , homme politique maltais
- Jon Debono (d) , diplomate maltais
- Joseph E. Debono (en) (1903-1974) : chercheur maltais en médecine
- Joe Debono Grech, né en 1939, homme politique maltais
- Kristy Debono (en), est une femme politique maltaise
- Mandy Debono (en), est une joueuse de football maltaise
- Marc Debono (d) , est un sociolinguiste, pédagogue et juriste français
- Myriam Spiteri Debono, née en 1952, présidente de la Chambre des représentants de Malte (l'assemblée nationale maltaise) de 1996 à 1998
- Raphael Debono (en) XIXe siècle, philosophe logicien
- Reuben Debono (mt), né en 1974, joueur de football maltais
- Shauna DeBono (af), né en 1989 est une actrice américaine
- S. Debono (en) XIXe siècle, scientifique, linguiste et philosophe maltais du XIXe siècle, son prénom exact est inconnu
- Yves Debono (d) , né en 1953, est un homme politique français